# Cosmo Oil Company
Pour les articles homonymes, voir Cosmo.

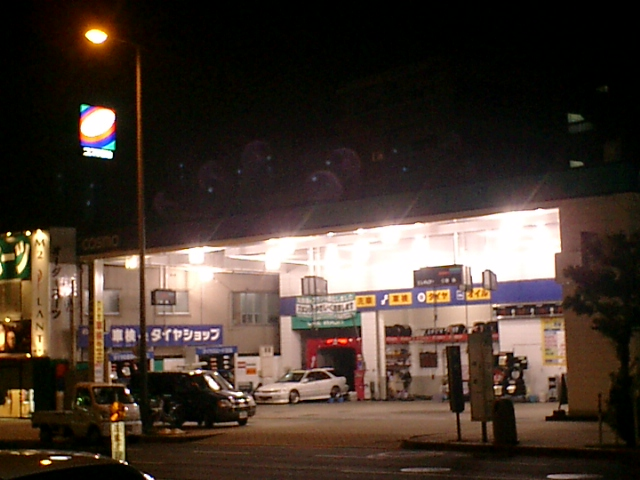
Une station-service de la Cosmo Oil Company à Osaka.

Cosmo Oil Company, Limited (コスモ石油株式会社) est une entreprise pétrochimique japonaise.